# 沃尔特·里德国家军事医疗中心
沃尔特·里德国家军事医疗中心（英語：Walter Reed National Military Medical Center，簡稱）是美國一家軍事醫院，前身國家海軍醫療中心（National Naval Medical Center）和華特·里德陸軍醫療中心（Walter Reed Army Medical Center）併入成立，位于马里兰州贝塞斯达，靠近國家衛生院总部。自20世纪以来，該軍事醫院已为众多美国总统提供服务。